# 퀴라소 리큐어

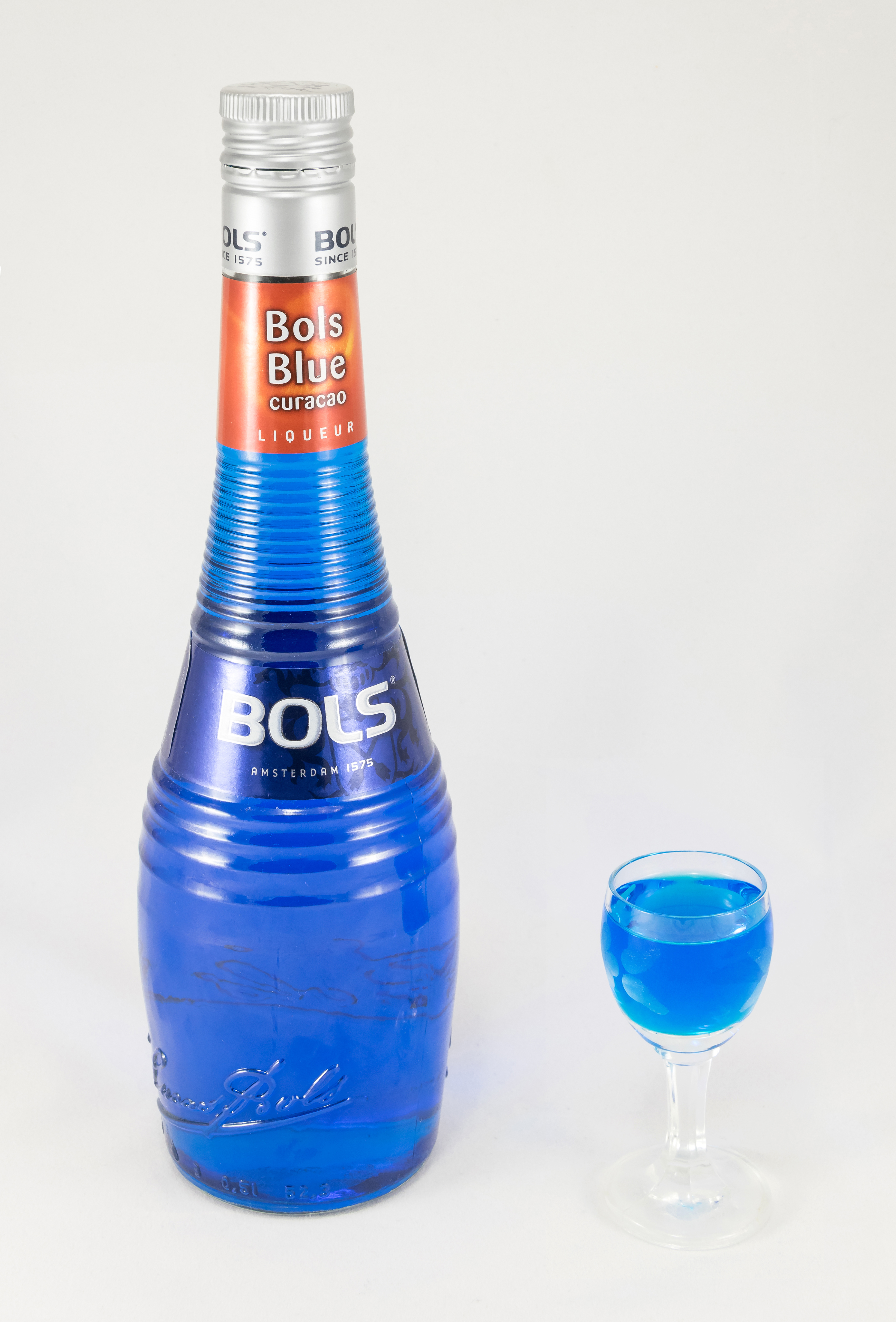
블루 퀴라소

퀴라소 리큐어(네덜란드어: Curaçao, 다른 말로 쿠라사오, 착색료를 넣어 파란색을 내기 때문에 많은 사람들이 흔히 블루 퀴라소라고 함.)는 라라하 귤 열매의 껍질을 말려 그것을 가지고 향을 낸 리큐어를 말한다.
라라하 귤은 퀴라소 섬에서 자란다. 라라하 귤은 오렌지와 비슷한 식물이다. 라라하 귤은 단맛이나는 발렌시아 오렌지를 스페인 탐험가가 가져다가 이 지역에 옮겨 심은 외래종의 식물이다. 쿠라사오 섬의 토양이 비옥하지 못했고, 이 지역의 날씨가 건조했기 때문에, 이 지역에서 발렌시아 오렌지를 키운다는 것은 무리였다. 그리하여, 발렌시아 오렌지를 재배하였더니 발렌시아 오렌지보다 쓴 맛이 더 나는 귤이 열렸다. 이 나무들은 서서히 현재의 라라하 귤 종으로 바뀌었다. 라라하 귤은 쓴 맛이 나서 사람들이 먹을 수 없었다. 하지만, 라라하 귤 껍질에서는 발렌시아 오렌지의 정수를 담고 있는 향기가 났다.
퀴라소 리큐어는 우연히 개발되었다. 시니어 가(Senior family)가 19세기에 개발하여 판매하였다.. 퀴라소 리큐어를 만들기 위해, 사람들은 먼저 라라하 귤 껍질을 말린다. 단맛의 향이 나는 기름 성분을 추출한다. 사람들은 알코올과 물을 섞고 그 안에 라라하 귤 껍질을 담가 둔다. 사람들은 며칠 지난 뒤, 껍질을 꺼내고, 다른 향료들을 넣는다.
퀴라소 리큐어는 오렌지 향이 난다. 쓴 맛(향)은 종류에 따라 조금씩 달라진다. 퀴라소 리큐어에는 원래 색깔이 없다. 하지만 사람들은 종종 인공 착색료를 넣는데, 흔히들 파란색으로 색을 넣는다. 사람들은 퀴라소 리큐어를 칵테일이나 다른 음료에 넣어 이국적인 색을 내고 이국적인 모습을 보이게 한다.
이외에도, 다른 종류의 알코올 음료가 "퀴라소"(Curaçao)라는 이름을 달고 팔리고 있다. 다른 종류의 향이 추가되는데, 커피향, 초콜릿 향, 럼, 건포도 향 같은 것들이다.

## 같이 보기
- 트리플 섹